# Roncus turresi
Espèce
Roncus turresi est une espèce de pseudoscorpions de la famille des Neobisiidae.

## Distribution
Cette espèce est endémique du district de Pirot en Serbie. Elle se rencontre à Rsovci dans une grotte.

## Description
Le mâle holotype mesure 2,75 mm.

## Systématique et taxinomie
Cette espèce a été décrite par Dimitrijević en 2021.

## Étymologie
Son nom d'espèce lui a été donné en référence au lieu de sa découverte, Turres, nom latin de Pirot.

## Publication originale
- Dimitrijević, 2021 : « Roncus turresi: a new cave-dwelling pseudoscorpion species from southeastern Serbia (Neobisiidae, Pseudoscorpiones). » Acta Entomologica Serbica, vol. 26, no 2, p. 71–80.